# Mount Taene
Mount Taene är ett berg i Guam (USA).   Det ligger i kommunen Agat, i den sydvästra delen av Guam, 15 km sydväst om huvudstaden Hagåtña. Toppen på Mount Taene är 311 meter över havet.